# Dicentra spectabilis

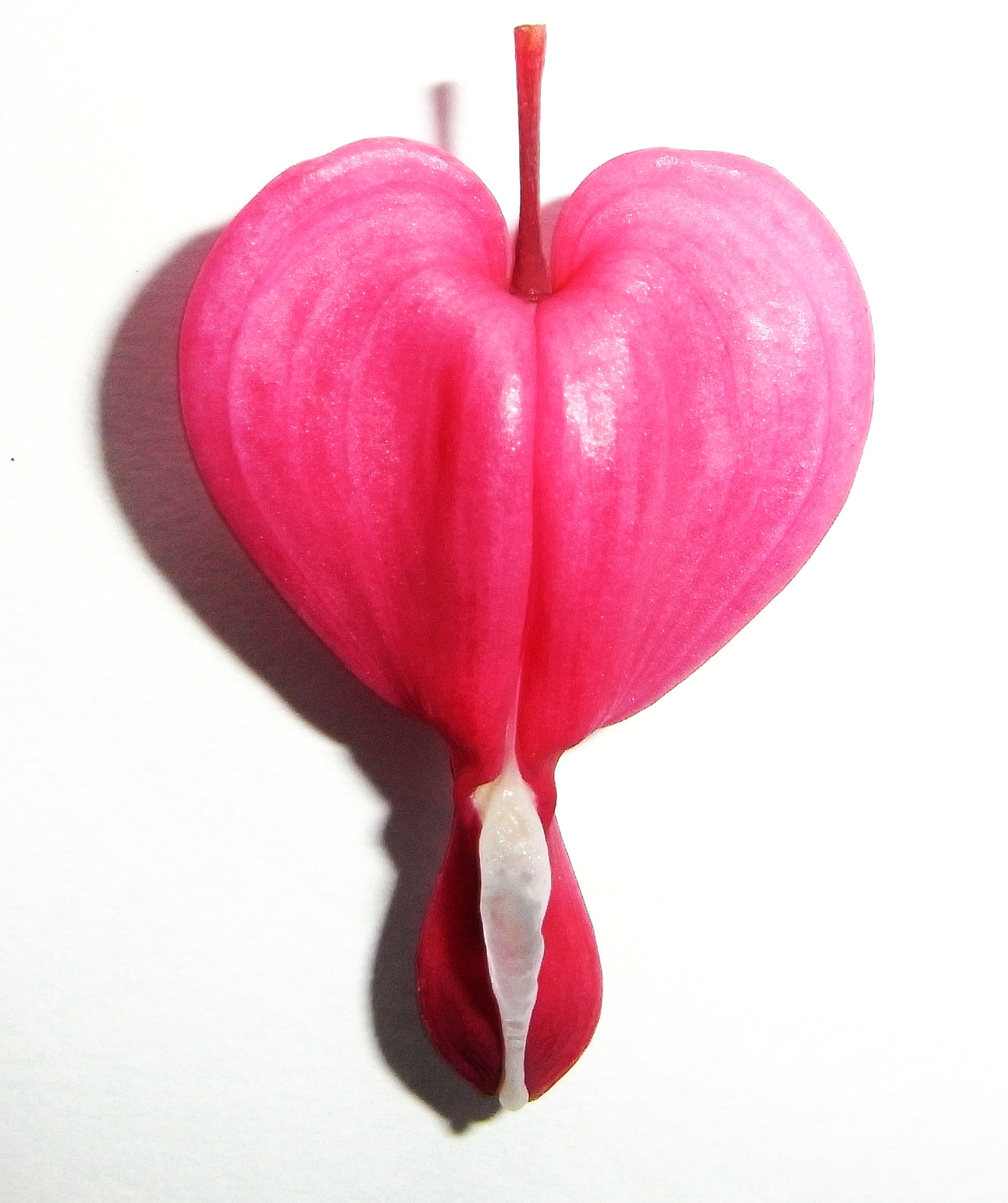
esquerdo

Dicentra spectabilis, também conhecida como Venus's car, bleeding heart, Dutchman's trousers, ou lyre flower é uma planta herbácea perene nativa do Leste da Ásia, da Sibéria e do sul do Japão.